# Statuto personale islamico
Il concetto di “personalità del diritto” indica che un soggetto segue il proprio diritto sia nel territorio del paese di appartenenza sia al di fuori di esso. Nel caso specifico del diritto islamico, una delle sue qualificazioni è quella di essere un “diritto personale”, derivante dal fatto di essere un sistema strettamente correlato alla religione in quanto ha come fonti principali il Corano (rivelato alla lettera) e la Sunna profetica (ispirata). Pertanto il musulmano è sottoposto alle disposizioni della propria Legge religiosa (shari‘a) ovunque si trovi. Il principio della personalità del diritto è, inoltre, il criterio per stabilire il diritto da applicare nelle controversie e quindi risolvere eventuali conflitti di legge.

## Definizione islamica di “statuto personale”
L'espressione “statuto personale” (al-ahwal al-shakhsiyya) è apparsa per la prima volta in Egitto nel 1875 nella codificazione hanafita di Muhammad Qadri Pasha, Al-ahkam al-shar‘iyya fi'l-ahwal al-shakhsiyya (Codice di statuto personale islamico), tuttavia mai emanato. A causa delle divergenze nella definizione di “statuto personale”, che creavano incertezza nella prassi giudiziaria in quanto c'era la tendenza ad estenderne l'ambito di applicazione con l'inclusione di istituti appartenenti allo “statuto reale” (al-ahwal al-‘ayniyya), la Corte di Cassazione egiziana diede una prima definizione, il 21 giugno 1934. Continuando le divergenze, una prima definizione legislativa fu formulata nell'art. 28 del Codice di procedura dei Tribunali Misti, poi ripresa nell'art. 13 della legge n. 147 del 1949:
L'art. 13 è stato abrogato con la legge n. 43 del 19 luglio 1965 sul Potere Giudiziario. Pertanto, questa definizione conserva solo un valore dottrinale.

## Legislazioni contemporanee dei Paesi islamici
Le regole relative alla famiglia sono parte integrante del diritto religioso (shari‘a). Per questa loro natura, esse non sono incluse nei codici civili, ma sono oggetto di leggi o codici, generalmente intitolati “statuto personale”, ma alcune leggi contemporanee prendono a prestito l'espressione occidentale “diritto di famiglia” (qanun al-usra).
Nel Regno dell'Arabia Saudita ancora oggi si applica il diritto sharaitico, secondo la scuola hanbalita, nella sua interpretazione wahhabita. Qualche Paese, da un sistema di ispirazione occidentale, è ritornato al modello islamico di famiglia. All'opposto, qualche altro Paese ha abbandonato il diritto di famiglia tradizionale. Infine, la maggior parte dei Paesi islamici ha conservato la struttura del diritto di famiglia islamico, pur introducendo riforme su punti specifici.

## Iran
Fino alla Rivoluzione Islamica del 1979 vigeva il Codice civile Pahlavi, il quale era sostanzialmente una codificazione del diritto imamita, ma in parte recepiva anche norme del diritto francese, svizzero e belga. Anche la legge del 15 agosto del 1931 sul matrimonio e sul ripudio fu ispirata a modelli occidentali. Infine, le leggi del 1967 e del 1975 sulla protezione della famiglia avevano radicalmente migliorato la condizione delle donne sposate. In seguito alla Rivoluzione del 1979, queste leggi furono abrogate ed entrò in vigore il diritto imamita.

## Yemen e Somalia
Come l'Iran, anche questi due Paesi sono ritornati all'applicazione del diritto sharaitico. Fino alla unificazione del Yemen, nella Repubblica Araba del Yemen (Yemen del Nord) si seguiva il diritto zaydita al nord e quello shafi‘ita a sud. Nel 1978 fu emanata una legge (n. 3) sul diritto di famiglia molto conservatrice. Invece, nella Repubblica Democratica Popolare del Yemen (Yemen del sud), per la sua adesione al “socialismo reale”, fu emanata una legge sul diritto di famiglia (Qanun al-usra, n. 1, 1974) molto innovativa, che tendeva ad attribuire gli stessi diritti e doveri all'uomo ed alla donna. Dopo la unificazione del Yemen, fu emanata una nuova legge (Qanun al-ahwal al-shakhsiyya, n. 20, 1992) che si muove nel quadro delle regole islamiche.
La Somalia, con la legge n. 23 (11 gennaio 1975), si è ispirata alla legge del Yemen del sud per gli stessi motivi politici. Pertanto, il principio-base era quello dell'uguaglianza tra i coniugi, principio sancito nell'art. 6 della Costituzione. In seguito alle vicende degli ultimi anni, c'è stato un ritorno alla shari‘a.

## Impero ottomano
Le prime riforme nel diritto familiare tradizionale sono state introdotte con la legge ottomana del 25 ottobre 1917. Essa rappresenta la prima sistematica codificazione delle norme riguardanti il matrimonio e il ripudio, ma includeva anche disposizioni riguardanti gli ebrei ed i cristiani. Tuttavia, solo poche significative innovazioni vi furono introdotte rispetto alla shari‘a. Questa legge ebbe vita breve; abrogata nel 1919, ritornò in vigore il diritto islamico.
Dopo lo smembramento dell'Impero ottomano, alla fine della Prima Guerra Mondiale, si formarono gli Stati nazionali, come Siria, Libano, Iraq, Palestina, Giordania, ed alcuni Stati del Nordafrica. Per un certo periodo la legge di famiglia ottomana rimase in vigore in Siria, Libano e Palestina.

## Turchia
La Turchia è il primo Paese del Vicino Oriente ad avere abrogato completamente la shari‘a come diritto di Stato, anche nelle materie di statuto personale. Il diritto di famiglia fu inserito nel codice civile, approvato nel 1926, modellato sul codice svizzero. Il matrimonio è sottoposto a procedure amministrative e gli uomini e le donne hanno gli stessi diritti e doveri.

## Siria
La legge di statuto personale (Qanun al-ahwal al-shakhsiyya, n. 59) è stata promulgata il 17 settembre 1953, ed è stata emendata il 31 dicembre 1975 (legge n. 34). Le sue disposizioni sono il diritto predominante per tutti i siriani (art. 306), in quanto drusi, cristiani ed ebrei hanno una limitata autonomia legislativa e giudiziaria. Infatti, i drusi non ammettono la poligamia; il divorzio può essere pronunciato solo da un giudice; non ammettono le regole islamiche relative all'impedimento al matrimonio derivante dall'allattamento; la procedura islamica del li‘an (giuramento imprecatorio; giuramento di accusa di adulterio del marito alla moglie) non si applica loro; anche le regole relative al dono nuziale (mahr) e all'adulterio sono diverse per i drusi (art. 307). Anche i cristiani e gli ebrei, pur applicandosi loro la legge di statuto personale, seguono le proprie disposizioni religiose per quanto riguarda la promessa di matrimonio, il matrimonio, l'obbedienza della moglie, il mantenimento del minore, la dichiarazione di annullamento e di scioglimento del matrimonio, il dono nuziale e la custodia (art. 308).

## Egitto
Il primo intervento legislativo si è avuto con la legge n. 25 del 12 luglio 1920; molte delle sue norme sono tratte dal diritto malikita, anche se la scuola giuridica ufficialmente seguita in Egitto è quella hanafita. La legge n. 56 del 1923, poi, fissa l'età minima per contrarre matrimonio, 18 anni per l'uomo e 16 per la donna. Il successivo decreto-legge n. 25 del 10 marzo 1929 apporta alcune innovazioni al diritto tradizionale per quanto riguarda il ripudio, l'attribuzione di paternità, il periodo massimo di gestazione ed il mantenimento. Dal codice di procedura dei tribunali sharaitici del 1931 in poi, tutti gli atti relativi al matrimonio devono essere atti scritti, registrati, autenticati e certificati da un pubblico ufficiale.
Un ulteriore intervento legislativo si è avuto con il decreto-legge n. 44 del 20 giugno 1979, dichiarato tuttavia incostituzionale dalla Corte Costituzionale il 4 maggio 1985. Il contenuto di questo decreto è stato ripreso quasi integralmente dalla legge n. 100 del 3 luglio 1985. Questa legge sostituisce ed aggiunge alcune disposizioni alla legge del 1920 ed al decreto-legge del 1929. Le più importanti innovazioni riguardano la certificazione del ripudio, la poligamia, l'arbitrato familiare, il ripudio, il mantenimento dei figli minori. L'ultimo intervento legislativo in materia di statuto personale si è avuto con la legge n. 1 del 2000, il cui art. 20 modifica sostanzialmente un tipo di ripudio di diritto islamico, chiamato khul‘ (ripudio dietro compenso), trasformandolo in un vero e proprio divorzio, riconoscendo perciò alla moglie il diritto di avanzare al giudice richiesta di scioglimento del matrimonio. 

## Marocco
Il codice di statuto personale (Mudawwana), basato sulla più autorevole dottrina malikita e sulla prassi giudiziaria della scuola malikita, fu promulgato nel 1957 e 1958. Era applicato ai cittadini musulmani e non musulmani (ma non agli ebrei), tranne che per le regole relative alla poligamia, al ripudio ed all'impedimento per allattamento (Codice della nazionalità, 6 settembre 1958, art. 3). Alcune riforme al diritto tradizionale furono introdotte da una legge del 1993, come l'età minima per il matrimonio (18 per gli uomini e 15 per le donne) e limiti alla poligamia. Un nuovo codice di statuto personale è stato emanato il 3 febbraio 2004, n. 70-03, entrato in vigore l'8 marzo dello stesso anno. Esso si applica a tutti i cittadini marocchini, tranne gli ebrei che hanno la loro legge di statuto personale.
L'intento principale del codice è quello di equiparare giuridicamente gli uomini e le donne. A questo scopo, per es., è stata equiparata a 18 l'età minima per il matrimonio; è stata abolita la presenza del curatore matrimoniale come uno dei soggetti del contratto; sono stati posti limiti stringenti all'esercizio della poligamia; è stabilita una responsabilità familiare congiunta; sono state stabilite innovative regole sulla filiazione. 

## Tunisia
Il 13 agosto del 1956 è stato promulgato il codice di statuto personale (Majalla), entrato in vigore il 1º gennaio 1957. Nel corso degli anni il codice è stato emendato varie volte; l'ultimo intervento legislativo è la legge n. 74 del 1993. In un primo tempo le disposizioni del codice erano applicate solo ai musulmani tunisini. Ma successivamente, in seguito all'abolizione dei Tribunali rabbinici (legge n. 40, 27 settembre 1957, art. 5), fu abrogata una distinta legge di statuto personale per i tunisini ebrei e i tunisini non musulmani. La legislazione tunisina tende ad attribuire all'uomo ed alla donna gli stessi diritti e gli stessi doveri. Le riforme più importanti hanno riguardato l'età minima per il matrimonio (20 anni per gli uomini e 17 per le donne); l'abolizione del curatore matrimoniale per la donna maggiorenne; solo il ripudio giudiziario è ammesso e sono garantite le stesse condizione per l'uomo e per la donna; la custodia è attribuita ad entrambi i genitori su un piano di parità. Ma la innovazione più significativa è stata l'abolizione della poligamia. Tra gli impedimenti al matrimonio non è inclusa la differenza di religione; ma il divieto di matrimonio tra una donna musulmana ed un uomo non musulmano si può dedurre dall'art. 5 della legge n. 1 del 1964, in base al quale i promessi sposi devono essere liberi dagli impedimenti fissati dalla shari‘a.

## Algeria
L’Ordonnance n. 73-29 del 5 luglio 1973, entrata in vigore il 5 luglio 1975, abrogò tutte le precedenti leggi sulla famiglia di ispirazione francese vigenti al 31 dicembre 1962. Da allora entrò in vigore il diritto islamico fino alla promulgazione del codice della famiglia (Qanun al-usra) il 9 giugno 1984, n. 84, applicato a tutti i cittadini algerini ed ai residenti in Algeria (art. 221). Il codice evidenzia la sua ispirazione islamica quando stabilisce che, in assenza di una norma in questa legge, bisogna fare riferimento alle disposizioni della shari‘a (art. 222). Tra le più rilevanti riforme vi sono quelle che riguardano l'età minima per contrarre matrimonio (19 anni per l'uomo e per la donna, art,7 Code de la Famille); il periodo minimo e massimo della gestazione; la poligamia è ammessa, ma con alcune restrizioni; è ammesso solo il ripudio giudiziale.

## Libia
La legge n. 176 del 7 dicembre 1972 aveva sommariamente regolamentato la capacità giuridica per il matrimonio, la custodia ed alcune forme di ripudio. Questa legge, con le sue successive modifiche, è stata abrogata con la legge n. 10 del 19 aprile 1984; ulteriori limitate riforme sono state introdotte con le leggi n. 22 del 1991 e n. 9 del 1993. Le principali innovazioni riguardano il risarcimento dei danni eventuali in caso di rottura della promessa di matrimonio; la proibizione dei matrimoni tra minori; l'età minima del matrimonio (21 anni); l'ammissione della poligamia, con alcune limitazioni; il ripudio giudiziale; il periodo minimo e massimo di gestazione. Una legge speciale (n. 15 del 1984) riguarda i matrimoni tra cittadini libici e non libici.

## Kuwait
La legge n. 51 del 7 luglio 1984, entrata in vigore il 1º ottobre 1984, ha un carattere profondamente tradizionale. Essa si basa, infatti, sul diritto malikita, come si evince dal fatto che i casi non previsti in questo codice devono essere risolti secondo la prevalente dottrina della scuola malikita (art. 343). La legge accetta, tuttavia, la dottrina hanafita della kafa'a (uguale condizione dei coniugi per quanto riguarda la buona pratica religiosa e l'età al momento del contratto) (artt. 34-39). Una innovazione riguarda la determinazione dell'età minima e massima di gestazione (art. 166).